# Czeki (herb szlachecki)
Czeki (Cecchi) – polski herb szlachecki z nobilitacji.

## Opis herbu
W słup, w polu błękitnym połuorzeł srebrny w koronie, w polu czerwonym, wyżeł srebrny, patrzący w lewo, w obroży złotej, stojący na murawie zielonej.
Klejnot: Dwa skrzydła sępie.
Labry z prawej błękitne, podbite srebrem, z lewej czerwone, podbite złotem.

## Najwcześniejsze wzmianki
Nadany 17 kwietnia 1590 Janowi Chrzcicielowi Cecchi z Florencji, mieszczaninowi z Krakowa.

## Herbowni
Czeki – Cecchi.